# Mount Adagdak
Der Mount Adagdak ist ein 610 m hoher Stratovulkan und liegt an der Nordost-Spitze von Adak Island in den Aleuten, Alaska, USA. Der Berg liegt 1,4 km südlich von Cape Adagdak, nach dem der Vulkan 1948 benannt wurde. Der Adagdak hat mit Andrew Bay und Mount Moffett ein gemeinsames vulkanisches Zentrum. Der Mount Adagdak ist im Holozän oder Pleistozän entstanden und in historischer Zeit nicht ausgebrochen. Es wurden drei Phasen von Vulkanismus-Aktivität kartiert, die jüngste davon ein Lavadom mit einem geschätzten Alter von 210.000 Jahren. Im Gipfelkrater befindet sich ein andesitischer Lavadom, welcher den höchsten Punkt des Vulkans bildet. An der Südost-Flanke gibt es einen basaltischen Lavadom. In der zum Vulkan gehörenden Caldera Andrew Bay befinden sich einige Gebiete mit heißen Quellen.
Der Nordteil der Insel Adak wurde in Hinblick auf mögliche geothermische Energiegewinnung geologisch untersucht.